# Hyperemesis gravidarum
Hyperemesis gravidarum (HG) (Grieks: hyper-emesis (ὑπέρ-έμεσις); "extreem braken" en Latijn: gravidarum; "van zwangeren") is een ernstige aandoening die kan optreden bij zwangerschap en gepaard gaat met hevige misselijkheid en braken.
Hyperemesis gravidarum is, in tegenstelling tot de 'gewone' zwangerschapsmisselijkheid die 60%-70% van de zwangeren ervaart, een ernstige zwangerschapsaandoening die gekenmerkt wordt door snel gewichtsverlies, ondervoeding en uitdroging als gevolg van niet aflatende misselijkheid en/of braken, met potentiële negatieve gevolgen voor de aankomende moeder en de pasgeborene(n). Indien niet tijdig en adequaat wordt ingegrepen, kan dit in het ergste geval sterfte van moeder en ongeboren kind tot gevolg hebben. In de westerse wereld is overlijden aan HG sinds 1955, dankzij verbeterde medische zorg, een grote zeldzaamheid geworden.
Er is sprake van een geleidelijke overgang van de gewone, 'goedaardige' zwangerschapsmisselijkheid naar hyperemesis gravidarum. Doorgaans wordt de scheidslijn gelegd bij het punt waarop medisch ingrijpen zoals ziekenhuisopname nodig is. In deze vorm, die bij 0,3-2% van alle zwangere vrouwen met zwangerschapsmisselijkheid voorkomt, duurt de aandoening de gehele zwangerschap tot aan de bevalling; in een lichtere vorm verdwijnen de klachten meestal in de loop van het eerste trimester.

## Diagnose
De diagnose wordt meestal gesteld door het klachtenpatroon, het meten van het gewichtsverlies, het controleren van urine op ketonen en het beoordelen van de algehele conditie van de aanstaande moeder. De diagnose wordt gesteld per exclusionem, dat wil zeggen door andere mogelijke diagnosen uit te sluiten, zoals infecties, aandoeningen van het maag-darmstelsel, en metabole aandoeningen.
Ketonurie
Om uitdroging vast te stellen en daar mee te kijken of een vrouw moet worden opgenomen voor toedienen van vocht wordt vaak nog gebruikt gemaakt van een graadmeter door ketonen in de urine te meten.
Echter hebben ketonen niets te maken met de mate van uitdroging omdat deze gevormd gaan worden als het lichaam vet gaat verbranden door voedseltekort (verhongering). Er is namelijk geen verband tussen ketonen en de ernst van hyperemesis gravidarum.

## Symptomen en gevolgen

### Lichamelijke gevolgen
- overmatig braken, tot wel 60 keer per dag, met als gevolg ondervoeding en tekort aan vitamines.
- uitdroging, met als gevolg tachycardie en hypotensie.
- Door de combinatie van ondervoeding en uitdroging kan er een verlies optreden van meer dan 5% van het lichaamsgewicht van vóór de zwangerschap; in ernstige gevallen kan dit zelfs wel 10% zijn.
- metabole onevenwichtigheden, waaronder metabole alkalose en productie van ketonen.
- ernstige vermoeidheid.
- hoofdpijn.
- spierpijn door verkramping van het braken.
- Bij de ernstigste vormen kunnen levensbedreigende complicaties optreden zoals centrale pontiene myelinolyse, syndroom van Wernicke, rabdomyolyse, stollingsstoornissen of perifere neuropathie.

### Psychologische gevolgen
De aandoening kan ook psychologische gevolgen hebben. De patiënt kan last hebben van stemmingswisselingen, prikkelbaarheid en concentratieverlies. Ook kan het gebeuren dat de partner of anderen uit de naaste omgeving de klachten van de vrouw niet serieus nemen. Mogelijk wil de vrouw niet meer opnieuw zwanger worden omdat ze bang is bij de volgende zwangerschap weer met de aandoening te maken te krijgen.

### Langetermijngevolgen voor het kind
Er zijn aanwijzingen dat een zwangerschap met hyperemesis gravidarum nadelige gevolgen kan hebben op de gezondheid van het (ongeboren-) kind, waaronder neurologische ontwikkelingsstoornissen, psychische stoornissen en mogelijk teelbalkanker, hoewel het bewijs is gebaseerd op enkele studies van lage kwaliteit.

### Langetermijngevolgen voor de moeder
Er zijn aanwijzingen dat een zwangerschap met hyperemesis gravidarum nadelige gevolgen kan hebben op de gezondheid van de moeder. 
- Bijna 20% van de vrouwen krijgt te maken met een posttraumatisch stress stoornis.[6]
- Neurologische complicaties: het syndroom van Wernicke.[7]

## Behandeling
Agressieve behandeling vroeg in de zwangerschap is belangrijk om ernstige complicaties te voorkomen.
Doordat de oorzaak van de aandoening niet bekend is, is de behandeling symptomatisch.
Als de patiënt door het vele overgeven moeite heeft met het uitvoeren van haar dagelijkse activiteiten, wordt braakremmende medicatie voorgeschreven, zoals metoclopramide, ondansetron of Emesafene. Gewoonlijk wordt het vochttekort gecompenseerd met een infuus. Daarnaast wordt vaak ook sondevoeding of medische drinkvoeding voorgeschreven. Tevens worden zo nodig tekorten aan vitamines en mineralen aangevuld. In uitzonderlijke gevallen wordt totale parenterale voeding gegeven.
Op dit moment is de Federatie Medisch Specialisten bezig met het maken van een landelijke richtlijn voor de behandeling van extreme zwangerschapsmisselijkheid/Hyperemesis Gravidarum. De verwachting is dat de richtlijn in het vierde kwartaal van 2024 gelanceerd gaat worden.
Op 9 januari 2025 is in Nederland de Nederlandse richtlijn voor de behandeling van hyperemesis gravidarum gelanceerd. Dit is een initiatief vanuit de NVOG en Stichting ZEHG heeft hiermee waardevolle input geleverd als belangenbehartiger van patienten met HG.

## Onderzoek
Rond 21 maart 2018 heeft de Universiteit van Californie & Los Angeles (UCLA) een verband gevonden tussen een genetische variant van het Growth and Differentiation Factor 15 protein (GDF15) en het insulin like growth factor-binding protein 7 (IGFBP7) gen en hyperemesis gravidarum In een andere studie werd bevestigd dat vrouwen met ernstige klachten van misselijkheid en braken een verhoogd serum (GDF15 hadden. Er is nog meer onderzoek nodig om het verband tussen GDF15 en hyperemesis gravidarum te bevestigen. In oktober 2022 onthult WES nieuwe varianten met GDF15 en Hyperemesis
Er is geen oorzaak bekend van hyperemesis gravidarum. Wel is de ziekte gekoppeld aan een verhoogd niveau van humaan choriongonadotrofine (hCG). Er zijn meerdere theorieën, maar geen daarvan geeft een duidelijke verklaring van de klachten. Wel is uit onderzoek gebleken dat de aandoening wat vaker voorkomt bij vrouwen die voor de eerste keer zwanger zijn, die overgewicht hebben, die veel last van migraine hebben en ook bij condities die gepaard gaan met een hogere hCG concentratie in het bloed, zoals: meerlingzwangerschappen, mola-zwangerschappen of zwangerschappen met een vrucht met een chromosomale afwijking zoals een triploïdie. Opmerkelijk is dat de aandoening ook wat meer voor schijnt te komen als de vrucht vrouwelijk is. De aandoening komt ook wat vaker in bepaalde families voor.
Woensdag 13 december 2023 heeft het tijdschrift Nature een onderzoek gepubliceerd dat resultaat is van een samenwerking tussen verschillende onderzoeksgroepen, waaronder Dr. Stephen O’Rahilly (Universiteit Cambridge) en Dr. Marlena Fejzo (Universiteit Zuid Californië). Door dit onderzoek is naar voren gekomen dat het hormoon GDF15 een belangrijke oorzaak is van hyperemesis gravidarum.
In november 2021 is er een internationale consensus definitie voor hyperemesis gravidarum gepubliceerd: The Windsor Definition for Hyperemesis Gravidarum, A multistakeholder International Consensus Definition.
Elk van de volgende criteria is vereist voor de definitie van hyperemesis gravidarum :
- Symptomen beginnen vroeg in de zwangerschap, vóór een zwangerschapsduur van 16 weken. Meer dan 70% van de belanghebbenden was het erover eens dat symptomen moesten beginnen vóór een zwangerschapsduur van 16 weken.
- Gekenmerkt door ernstige misselijkheid en/of braken
- Niet normaal kunnen eten en/of drinken
- Beperkt de dagelijkse activiteiten sterk
- Tekenen van uitdroging werden beschouwd als bijdragend maar niet verplicht voor de definitie van HG.

## Relevante cijfers HG
- Onderzoek laat zien dat er 89% kans is dat HG bij een volgende zwangerschap weer voorkomt.[14]
- Van de zwangeren met HG overweegt 25% een abortus.
- Van de zwangeren met HG breekt 5-15% de gewenste zwangerschap af.
- Na 4,5 jaar heeft 1 op de 5 zwangeren nog steeds symptomen van PTSS.
- Circa 3% van de vrouwen krijgt te maken met HG. Eerdere HG zwangerschappen, meerlingzwangerschap, jonge leeftijd, ondergewicht, zwanger zijn van een meisje maken de kans op HG wel wat groter.[15]

## Bekende gevallen
Er wordt vaak aangenomen dat auteur Charlotte Brontë leed aan hyperemesis gravidarum. Zij overleed in 1855 terwijl ze vier maanden zwanger was, ze leed aan niet ophoudende misselijkheid en overgeven en kon eten en water niet tolereren.
Catherine, hertogin van Cambridge is tijdens haar drie zwangerschappen in het ziekenhuis opgenomen geweest vanwege hyperemesis gravidarum.
Bibi Breijman, partner van Waylon, heeft tijdens haar eerste twee zwangerschappen (dochter Teddy 2018 en zoon Chester 2022) last gehad van hyperemesis gravidarum. Ook bij haar derde zwangerschap heeft zij te maken met hyperemesis gravidarum.
Amy Schumer had tijdens haar zwangerschap last van hyperemesis gravidarum. Eind 2018 is ze daarvoor in het ziekenhuis opgenomen. In februari 2019 maakte ze bekend de rest van haar tour te annuleren omdat ze van haar dokter niet meer mocht reizen.
Ook Loes van Delft kreeg in 2021 te maken met hyperemesis gravidarum. Zij kreeg een dochter samen met Douwe Bob.
De partner van Joe Stam kreeg tijdens haar zwangerschap te maken met hyperemesis gravidarum. Zoon Billy Joe werd op 24 november 2023 geboren.